# Деревище (Калинковичский район)
Деревище (бел. Дзеравішча) — деревня в Великоавтюковском сельсовете Калинковичского района Гомельской области Беларуси.

## География

### Расположение
В 40 км на восток от Калинкович, 14 км от железнодорожной станции Макановичи (на линии Гомель — Лунинец), 114 км от Гомеля.

### Гидрография
На севере мелиоративные каналы.

## Транспортная сеть
Транспортные связи по просёлочной, затем автомобильной дороге Гомель — Лунинец. Планировка состоит из прямолинейной широтной улицы, застроенной двусторонне, деревянными крестьянскими усадьбами.

## История
По письменным источникам известна с XVIII века. Под 1811 год обозначена как владение Ракитских в Речицком уезде Минской губернии. В 1931 году жители вступили в колхоз. Во время Великой Отечественной войны в июне 1943 года оккупанты полностью сожгли деревню и убили 7 жителей. 34 жителя погибли на фронте. Согласно переписи 1959 года в составе колхоза «Заря» (центр — деревня Хобное). До 31 декабря 2009 года в составе Хобненского сельсовета.

## Население

### Численность
- 2004 год — 29 хозяйств, 40 жителей.

### Динамика
- 1834 год — 9 дворов.
- 1930 год — 37 дворов, 230 жителей.
- 1940 год — 62 двора, 270 жителей.
- 1959 год — 300 жителей (согласно переписи).
- 2004 год — 29 хозяйств, 40 жителей.